# Gastropsetta frontalis
Gastropsetta frontalis är en fiskart som beskrevs av Bean, 1895. Gastropsetta frontalis ingår i släktet Gastropsetta och familjen Paralichthyidae. Inga underarter finns listade i Catalogue of Life.